# Somogymeggyes megállóhely
Somogymeggyes megállóhely egy Somogy vármegyei vasúti megállóhely Somogymeggyes településen, a MÁV üzemeltetésében. A község belterületének északkeleti szélén helyezkedik el, a 6505-ös útból Kapoly területén kiágazó 65 135-ös számú mellékút vasúti keresztezése mellett, közúti megközelítését ez az út teszi lehetővé.

## Vasútvonalak
A megállóhelyet az alábbi vasútvonalak érintik:
- Kaposvár–Siófok-vasútvonal

## Kapcsolódó állomások
A megállóhelyhez az alábbi állomások vannak a legközelebb:
- Kapoly megállóhely (Kaposvár–Siófok-vasútvonal)
- Karád megállóhely (Kaposvár–Siófok-vasútvonal)

## Forgalom
| Járat        | Útvonal | Gyakoriság |
| ------------ | --- | ---------- |
| személyvonat | Siófok – Sióvölgy – Siójut – Ádánd – Som-Nagyberény – Daránypuszta – Bábonymegyer – Tab – Kapoly – Somogymeggyes – Karád – Andocs – Bonnya – Kisbárapáti – Felsőmocsolád – Mernye – Somodor – Somogyaszaló – Répáspuszta – Toponár – Kaposszentjakab – Kaposvár | Napi 3 pár |
| személyvonat | Tab – Kapoly – Somogymeggyes – Karád – Andocs – Bonnya – Kisbárapáti – Felsőmocsolád – Mernye – Somodor – Somogyaszaló – Répáspuszta – Toponár – Kaposszentjakab – Kaposvár                                                                                     | Napi 1 pár |